# Coyuca de Benítez
Coyuca de Benítez è un comune del Messico, situato nello Stato di Guerrero.